# Drachenzählerlieder
Die Drachenzählerlieder waren ein Streetart-Projekt anlässlich der Bundesgartenschau 2005 in München. Dabei wurden an verschiedenen Orten in München 10 × 30 cm große Plaketten am Boden befestigt, auf denen jeweils ein Vers der Drachenzählerlieder zu lesen war. Außerdem jeweils Kapitel und Vers und der Hinweis Kunstebene, auf 10×30cm, besprech- und betanzbar.
Auf der Internetseite des Projekts wurde weiter erläutert: Die Kunstebenen sind lizenzfreie Aktionsorte die von Jedermann genutzt werden können, d. h. ohne die Einholung von Genehmigungen darf darauf getanzt und/oder mimisch dargestellt werden; auch kann eine Installation in maximaler Höhe von 3 Meter aufgestellt werden, ohne die Einholung einer Genehmigung des Baureferat und der Lokalbaukommission der Stadt München.
Die am Projekt beteiligten Künstler bildeten die Gruppe der „Drachenzähler“ (Robert Hofmann, Berkan Karpat, Philipp Kolb und Andreas Ohrenschall). Die Texte der Plaketten stammen von Andreas Ohrenschall.
Der Erhaltungszustand der Plaketten ist sehr unterschiedlich, abhängig vor allem davon, wie stark sie dem Verkehr ausgesetzt sind (parkende Autos, Einfahrten etc.). Einige der Plaketten sind inzwischen auch nicht mehr auffindbar.

## Standorte der Plaketten mit Texten, Fotografien und Erläuterungen
Untenstehende Tabelle führt die Standorte der Plaketten mit Texten und Erläuterungen auf.
| Bild        | Vers  | Ort                                                                      | Text | Erläuterung |
| ----------- | ----- | ------------------------------------------------------------------------ | --- | --- |
| Kapitel I   |       |                                                                          | | |
|             | I/1   | Orleansplatz / Ecke Wörthstraße                                          | „VIVE LA FRANCE !“ heißt nicht zugleich „tuez le dragon!“, sondern zählt auch der Unterwelt Gewächse zum Wurzelwerk grenzenloser Eichenwälder. | Die Benennung einiger Haidhauser Plätze und Straßen bezog sich auf französische Städte, die im deutsch/französischen Krieg 1870/71 Schauplatz deutscher Aggression wurden. Freiherr von Eichthal (1813–1880) ließ hier die ersten sozialpolitisch motivierten Reißbrettsiedlungen errichten. |
|             | I/2   | Bordeauxplatz / Pariser Straße (ehemalige Wohnhäuser Max Reger)          | Er ging und hörte mehr: Nuancen, große Flügel. Sachfremd verbittert las ein Urteil von schon gilbenden Papieren ab, es zu schleudern gegen ihn, der Drachenhäute zu dichtem Klang verweben konnte. | In memoriam Max Reger und seines Weggangs aus München, beschimpft von einer Musikkritik, deren Wahrnehmung in „Wagner versus Brahms“ -Schablonen versickerte. Reger wohnte vom Oktober 1902 bis September 1903 in der Wörthstraße 20 am Bordeauxplatz. |
|             | I/3   | Preysingstraße / Nähe Kriechbaumhof                                      | Hölzerner Drache getarnt als bäuerlicher Schrein. Wiederkäuende Mumie – aus ihren Mäulern quellen frisch Geranien. Für unsichtbare Passanten unverdaulich, soweit sie mal in der Nähe hausten, noch knurrt ihr Geist vor Hunger nach Sehnsucht und gebratnen Knöpfen. | |
|             | I/4   | Johannisplatz beim Durchgang zur Preysingstraße                          | Fürstliche Hecken rascheln im Gedächtnis. Domus Dei ziegelrot. Erbauung suchend im Erbauten tränenüberströmt bei versperrten Toren. Bis zum Turm geflutet ertrinken manche betend im Halse ihrer meistgehaßten Bestien, über deren Antlitz sie sich einig sind, ihrer Herkunft sich allerdings aufs unkundigste verschließen. | Die Neue Pfarrkirche St. Johann Baptist (Haidhausen) wurde zwischen 1852 und 1874 nach Plänen von Matthias Berger erbaut. Der Johannisplatz, vormals Schloß- und Gartenanlage der „Haidhauser Hofmark“ (1685–1812), dann sogenannter Metzgeranger, dann nach der Eingemeindung Sakralbaustelle mit begleitendem Rechtsstreit zwischen Erzbistum und Stadt München, wem nun der Platz gehöre, auf dem die Kirche steht. |
|             | I/5   | Max-Weber-Platz / Einsteinstraße / Innere Wiener Straße                  | „Ich schreite kaum und wähne mich schon weit. – Du siehst mein Sohn, zum Raum wird hier die Zeit“ Im Seelenorbit Parsifals, intuitiv der kleine Physikus – doch leider arg gewärmt von mütterlicher Selbstgeburt und dichtbezeilt. Erkenntnis und Wahrheit sich aneinanderlehnen wie zwei Zechbrüder – könnte man denken. Und haben Schönheit und Gravitation nicht stets gestellt die ähnlichen Rätsel?                                                                                                   | Aus dem Libretto von Richard Wagners Oper Parsifal (1882): PARSIFAL Ich schreite kaum, doch wähn ich mich schon weit. GURNEMANZ Du siehst, mein Sohn, zum Raum wird hier die Zeit. Den Zusammenhang zwischen Gravitation und Raumzeit untersuchte Albert Einstein in seinen Arbeiten zur Allgemeinen Relativitätstheorie. |
|             | I/6   | An der Kreppe / Sckellstraße                                             | Monopteros aus Knochen, Säuglingsstall für Rattenmütter. Armutsmetaphern von glitschig spiegelnden Schuppen abgeschüttelt. Albumschnörkel für den Ortsverein. | Der stete Strom der Landbevölkerung nach München während der letzten 400 Jahre fand in den sogenannten „Gemächern“ oder Herbergen ein Unterkommen. Der in der Mitte des 19. Jahrhunderts stark anwachsende Zuzug verschärfte die Armut, machte ohnehin beengten Wohnraum noch enger und teurer. Die hygienischen Umstände verursachten Krankheiten wie die Cholera. In den 60er und 70er Jahren des 19. Jahrhunderts werden in Haidhausen zentral geplant Mietshäuser für die ärmere Bevölkerung errichtet. Kostengünstig und daher oft mangelhaft. |
|             | I/7   | Wiener Platz / Grütznerstraße                                            | „Cheeeese!!“ Auch Grinsen kann das Ohr betäuben. Er hat's gewußt. Unzählige, benebelte Gesichter mit dem Kruge in der Hand. Oh Ahnherr aller Versicherungsbroschüren – nüchtern familiär durchnässt von hysterischem Gelächle. Ja, Grützner hats gewußt: dieser Drache ist zu groß. | Standort der ehemaligen Villa des Malers Eduard Theodor von Grützner (1846–1925), Akademieprofessor und Schöpfer populärer Wirtshausszenen mit weinseligen Mönchen. |
|             | I/8   | Randstein Busparkplatz Landtag                                           | Umsäumt, umfahren, so diesseits muß der Ort beschaffen sein, trotz elysischer Parzellen, Flaneure ruhig gestellt. Aufbegehren im Inneren verschlissen. Zirzensisch schwärmen Landesdrachenzähmer, wenn Unbill es ermöglicht. | |
|             | I/9   | Wasserwirtschaftsamt beim Wehrhäuschen                                   | Spucken Drachen in den Fluß, schäumt er wie das Meer, kein Sterblicher wird daran erkranken. In früherer Zeit man sie hier zu ertränken suchte, ließ sie treiben bis zur Donau. Das bekam den Bürgern schlecht. Warens doch ausgelassne Doppelgänger, die schamvoll auszutreiben man beschlossen hatte. | |
| Kapitel II  |       |                                                                          | | |
|             | II/1  | Heilig-Geist-Kirche / Prälat-Miller-Weg (nicht aufgefunden)              | Von allen Türmen verfolgen sie den Wurm. Wie ein stolzer Bürger schlendert er unter Reichen wie den Armen. Sie aber vertreiben die Furcht, sehend von den Kreuzen „in hoc signo vinces“ herab. Nun liegt er und seine Glieder zieren unbemerkt die Suppenschalen. | 1387 Fischerhäuser in der nach ihnen benannten „Fischergasse“ nach Umleitung des Roßschwemmbach-Wassers in neuangelegten Fischerbach. 1250 erstmals urkundlich belegtes Heilig-Geist-Spital. Bis 19.Jhdt. auch Armenspeisung. Seit 1833 „Heilig-Geist-Straße“. |
|             | II/2  | Rumfordstraße / Buttermelcherstraße                                      | Für die Stadt war angeordnet Menschlichkeit, die Oase und zudem entdeckt der Wärme Grund. Basilisk des Ruhmes – eingraviert in des Grafen Brust, feiern wollte er sich lassen, nicht das Werk. Der Fürsten Genius – prächtiges Gefieder aus Übersee. Wenn der Vogel am eigenen Gesange Freude hat, nimmt der Stumme ihms meist übel. Geheimen Orden wars ein Flackern im Gewölbe. | Sir Benjamin Thompson, Graf von Rumford (1753–1814), britisch-amerikanischer Physiker. Ab 1784 in bayerischen Diensten. Einführung effizienter Maßnahmen gegen Armut und Elend (Schulen, Armenhäuser, „Rumfordsuppe“ etc). Veranlasst Errichtung des englischen Gartens. Entdeckt, dass Wärme kein Stoff ist (Reibungswärme) und verursacht durch die „Danksagungsaffäre“ den Kniefall des Münchner Rates vor dem Bild des Kurfürsten. Die genannte Danksagung war eine vermutlich auf Rumford zurückgehende Dankadresse an den Kurfürsten Karl Theodor unter Umgehung des Münchner Rates, was zu einer mit diversen Flugschriften geführten publizistischen Auseinandersetzung führte, in die schließlich der Kurfürst eingriff und 1790 dem neugewählten Rat die „Konfirmation“ verweigerte, so dass München ohne Stadtregierung war. Erst nach der erwähnten Unterwerfungsgeste durfte eine Neuwahl nach vom Kurfürsten geänderten Richtlinien stattfinden. |
|             | II/2a | Reichenbachstr. 10                                                       | ANGST ESSEN SEELE AUF KORKU RUHU YER | |
|             | II/3  | Buttermelcherstraße 16 (Auslieferung Rischart)                           | „Bäckermeister als Mäzen“, commedia per musica, posthum notiert von später Mannheimer Schule täglich, allzutäglich vorgebracht, da starb selbst der kräftigste und erhaltenswerteste unserer Drachen einen brokatigen Tod. | |
|             | II/4  | Kohlstraße gegenüber dem Europäischen Patentamt                          | Die Schöpfung ist mein! erstarrt der Schrei im Empfangsglas der Wächter, die nichts wissen, nichts wußten, mit Solitär im Rücken sich neigen vor den Geistern, bald großen Herren, mit der Gestattung versehen, zu sagen: Mein! und kein Getüm nagt an den Lebern der Geizigen des Feuers. | Hier befand sich ehemals ein Gefängnis. |
|             | II/5  | Deutsches Museum / Boschbrücke am Bismarck-Standbild                     | Der Kaiser hieb aufs Drachenei. Sterne brüteten ihre Nester – aus des Lichtes Nachgeburt. Kein Wetterhahn, kein Adlerhorst, kein Zauberdorf blauweiß errichtet in wohlbemessner Stadt. Roter Sandstein dagegen biedert, seines Sehens entkleidet als Kanzler sich an Trauerweiden. | Gründung des Deutschen Museums durch Oskar von Miller 1903. Fertigstellung 1925 auf der ehemaligen „Kohleninsel“. Entwurf einer „Bayerischen Idealstadt“ für denselben Ort durch den Architekten Theodor Fischer. |
| Kapitel III |       |                                                                          | | |
|             | III/1 | Regerstraße / Welfenstraße                                               | Unversteckter Hort, glanzlos, berauschende Güter zu erstehen so kampflos. Am Fuße, hämisch silbern, eines Fasses, wälzen betäubte Ungeheuer sich, haben vergessen ihre eignen Namen – hören siechend wie der Potentat Festung um Festung stets nach einer Tochter tauft – seine Lider hängen überm müden Aug' dabei. | Neben dem alten Lagergelände der Paulanerbrauerei werden Wohnprojekte durch die Schörghuber-Gruppe umgesetzt. |
|             | III/2 | Ende Joseph-Holzer-Weg gegenüber dem ehem. Frauengefängnis               | Verhängnisse dem Blick entzogen, unter Kissen durch die Finger rinnend. Protokoll für sich und für die Echsen sachlicher Rhetorik. Deine Nähe, Maßnahmen zur Tauglichkeit als Gleichnis. | |
|             | III/3 | Schleuse am Eiswerk der ehem. Paulanerbrauerei (Steg über Auer Mühlbach) | Schließ´die Augen Wanderer und des Baches Tosen wird dir gerührt eine Macht zu fühlen geben, die Arkadien gehört. Klettre weiter – ohne Gruß braust der Tag in Millionen braune Flaschen. | |
|             | III/4 | Nockherstraße / Taubenstraße / Trinkbrunnen                              | Am Brunnen zucken um die Beine Gespenster zappelnder Forellen ohne Sinn für Rosen und Clematis. Welche Ruhe zerrt am Schlüsselbund! | |
|             | III/5 | Kolumbusplatz Parkbucht / Spielplatz                                     | Lieber Drache, böser Drache – beide haben Platz im Herz der Kinder. Hütende Buntstifte. Ganztags entnommen das Mark des Werdens. Richtung gefördert. Die reichempfundnen Mikro-Tropen, die selbst in der traurigsten Stirn gedeihen, alles Zerrüttung, quod erat demonstrandum – lupenrein, keine Coladose scheppert da zum Ball erhoben, mitgespielt hätten die Fassaden so gern. | |
|             | III/6 | Pilgersheimerstraße / Plattnerstraße                                     | Sätze sind kein Dach und Dächer stumme Himmel. Sie halten, halten still, wenn die Hoffnung zum Zerreißen spannt. Ist die Jagd gelungen und leere Residenzen weit geöffnet. Gegen gepflegte Wegbereiter sind wir Drachenzähler machtlos. Gewerberaum und sonst kein Leben. | |
|             | III/7 | Pilgersheimerstraße / Untere Weidenstraße                                | Nicht mehr fern der Fluß, nicht mehr fern die Beete süßer Erde. Hab ich schon erzählt? Die Bahnen kreuzen über mir. Hier fällt ein Stück Paris oder Neapels Asche in unser Glas. Die Welt aus Splittern macht den Apfel bunt. Hinaus ins Auenland, in Eidechsenstarre. Ampeln errichtet mein Durst, die sich gegenseitig springend weisen, bis die Vögel mechanisch blinzeln – fünf Uhr fünf. | |
|             | III/8 | Sachsenstraße Eingang Rosengarten Stadtgärtnerei                         | Ein ganzes Jahr wacht der Züchter neben seiner Schöpfung. Sieht wie sie wächst, wie sie blüht und welkt. Lauernd neben ihm die Katz'. Doch eines Tages reißt das Tier die Rose und sein Herrchen gießt neugesteckte Amseln. Zwischen Dornen und trocknen Schnäbeln hüpft ein grüner Krebs mit Ziegenfuß und Widderhorn. Oh Idylle, der Willkür bildbewehrtes Feenreich! | |
| Kapitel IV  |       |                                                                          | | |
|             | IV/1  | Marienhof hinter dem Rathaus (Bauloch) (Ur Drachen Loch)                 | Durchbohrt sind des Drachen stolze Glieder zwecks bessrer Lenkung der Ströme seiner Kinder, die in ausgedörrten Adern hetzend, nie wieder sich aufrichten können als Schelme auf den Zinnen, schauend weit übers Land und seine Seelen. | |
|             | IV/2  | Münzstraße / Orlandostraße                                               | Null-Ort – wo di Lasso und andere geschmiedet, gezankt, gebaut – ja polyphon zu schweigen wußten. Monotroph gebündelt, rautig verweilt das Hübsche jetzt vermessingt und unter unschuldig reisendem Filz. | |
|             | IV/3  | Durchgang Knöbelstraße zum Altstadtring (nicht aufgefunden)              | Botschaften gestapelt in feuchten Katakomben. Pilze kriechen zwischen Zeilen, die empörten, Druckerpresse geschmiegt an Löwenzahn. Leselager für fette Drachen, hochglanzverwöhnt: pralle Nüße könnten auf die Straßen purzeln. | Die Redaktionssitzungen der ersten Münchner Stadtzeitung „Blatt“ fanden anfangs in Gert Hortmeyers Wohnung in der Knöbelstraße 10 statt. |
|             | IV/4  | Mariannenplatz Trambahnhaltestelle                                       | (1919–1929). Unweit wohnte einer. Ganz normal und keiner kam auf den Gedanken, sogar Opfer seiner Zukunft nicht, das Schicksal auszuhebeln. Denn umgänglich im normalen Umgang schienen ungelenke Verwünschungen nur normalem Gram zu erwachsen, einer Laune wohl. Sein Gefolge – alle wohnten – später etwas weniger umgänglich, aber doch ziemlich alltäglich, sehr geregelt. Der geregeltste aller Drachen, er wohnt so tief, Höhlensalmlern wärs gar zu dunkel dort, dass niemand ihn vertrieben kann. | Gemeint ist Adolf Hitlers Wohnung in der Thierschstraße 41, die er einer 1936 vom Münchner Stadtrat angebrachten Gedenktafel nach vom 1. Mai 1920 bis 5. Oktober 1929 bewohnte. |
| Kapitel V   |       |                                                                          | | |
|             | V/1   | Tassiloplatz vor ehem. Bernbacher-Nudelfabrik (nicht gefunden)           | Schwerter zu Nudeln, Engelsdotter in Beuteln und Regalen, Röhrenquerschnitte gedanklich vernetzt – Verachtet mir nicht die formalen Spielereien, denn der Drache schläft unruhig ohne Schalmeien. | Standort des ehemaligen (ab 1937) Rüstungszulieferwerkes Rohde und Schwarz (Meßtechnik). Davor Betriebsgebäude einer Bäckerei. |
|             | V/2   | Auerfeldstraße 21 (Ampel)                                                | Ertüchtigung und Lehre auf diesem Feld vereint, Geborgenheit, immerhin. Drumherum patrouilleren schlaffe Würmer während drinnen Raupen neue Wünsche spinnen. | |
|             | V/3   | Auerfeldstraße, Einfahrt Bauverein München                               | Träume – abgesichert, heimgekommen: man verhindert drohendes Abblättern. Befallen von Glückserwartung, Katalogansichten werden berührbar, aus eigner Kraft, Herzwand dick wie Türen und dann Schlaf. Polierter Fuhrpark, das kam später. | Bauverein Haidhausen gegründet 1923 |
|             | V/4   | Franziskanerstraße / Giesebrechtstraße                                   | Blut und Sonne verschmolzen ins Orange. Selbst das wird sie nicht retten die Ritter vom Farbentrost vor grauen Träumen und Höllensturz. | |
|             | V/5   | Freudenbergerweg, Hofdurchgang                                           | Wache, rufe, steige auf des toten Ungeheuers Rücken, dem längst entwachsen der Ahorn zart und graue Wabenburgen. Auf ein Reißbrett hat sich geflüchtet des Drachen leerer Magen. Wie Bürsten zeichneten der Bauten Meister das Laub der Kronen in den Plan. | |
|             | V/6   | Hochstraße 31 (Grundschule)                                              | Neues Rokoko aufgetragen am Portal, Rocaillen heißen uns wilkommen. Honoratioren holen heut den Sprößling ab, escortiert vom Hauch früherer Bestimmung, die weiter draußen und noch weiter der Schläge Echo auf sich nimmt. Nur keine Beule in den Limousinen. | Gebäude des ehemaligen Münchner Kindl-Heims |
|             | V/7   | Am Wageck / Franz-Prüller-Straße                                         | Der Mühlendrache begabt mit Cherubims Pupillen sieht hindurch durch tausend Wamse und auf den Häuten der Bewohner entdeckt er noch die verschämten Arabeskenmale übermalt vom Schleim des Brotes. | In der Au durften sich freigelassene türkische Sänftenträger niederlassen. Sie entstammten der Gruppe türkischer Kriegsgefangener, die Kurfürst Max Emanuel aus Wien nach München gebracht hatte. Auch befand sich hier das türkische Konsulat. |
|             | V/8   | Quellenstraße / Wilhelm-Herbert-Weg                                      | Auf dem Wege, der uns schützend hingegossen, links und rechts die Bäumelein – muß ich nun so Schreckliches entdecken: Auf einer Zunge wandle ich, in einer Allee von Zähnen und das Abendrot ist nur der Feuerschein aus seinem Schlund. | |
|             | V/9   | Quellenstraße / Höhe Paulanerplatz                                       | Der Bach ist frei, wir sind frei, drei-vier spazieren wir und so vielgestalt die Wesen der Natur, der Mensch sich nicht erdreistet, Gottes Formen nachzurichten. Lieber blickt er versonnen aus Räumen, gehauen in den starken Fels der Sorge. | |
|             | V/10  | Lilienstraße 51 vor dem Wirtshaus in der Au (ehemals Pop Club)           | Des Lindwurms kräftiger Gesang – übertönt von der Nachbarn Grammophonen, niedergeknüppelt von rechtschaffenem Veitsgetänz' und endlich die Meute der Stille ihm durchschlug die Kehle. | |
|             | V/11  | Zenneckbrücke Mitte Einfahrt Deutsches Museum                            | Draco ex machina machinarum. Der Natur entnommen, dem Verstande entwachsen, den Gefühlen ausgesetzt. | |
| Kapitel VI  |       |                                                                          | | |
|             | VI/1  | Sendlinger-Tor-Platz / Brunnen vor Matthäuskirche                        | Hygienehelden Lindwurm, Freiherr von und andre Menschenfreunde zudem der Geistlichen Besorgnis schuf dies Verhältnis keimfriedlich zwischen saubren Hütten und Gehorsam. | |
|             | VI/2  | Stephansplatz / Spitzwegbrunnen                                          | Auf kleinster Fläche ist der Himmel gezwungen, die Schlange kaum zu sehen, den Voyeur allein zu lassen, Raum und Frau – genauso winzig – bewahren aber ihre Größe durch Horizont und Mariae Rot wie Blau. Sündige Personae sperrt der Pinsel in entzückter Kammerjäger spähende Verbeugung. | Über die Leitmotive und Raumbehandlung im Werk Carl Spitzwegs, sowie dessen Rezeption. |
|             | VI/3  | Thalkirchnerstraße 54 bei Koenig-Skulptur am ehemaligen Arbeitsamt       | Form gestellt ins Freie scheint unverwundbar wie in Drachenblut gebadet, denn das Böse zerbricht am so Erzählten. | 1984 aufgestellte Skulptur Flora VI des Bildhauers Fritz Koenig, dessen Plastik am WTC wieder aufgestellt werden wird. |
|             | VI/4  | Pestalozzistraße Südfriedhof Ausgang Arkaden                             | Forum morituri, ungestört von Ungeheuern, weil sie mit hinabgezogen einen Teil des vergangnen Lebens krönen. Verklärung hingegen schießt aus den Mündern der Verbliebenen. | |
|             | VI/5  | Karl-Heinrich-Ulrichs-Platz                                              | Ihr Schmerzensdrachen habt der Liebe immer schon mißtraut. Damit Eure eigne weiter ungefragt sich täuschen darf, verachtet ihr die, die sie findet. | In memoriam des Juristen Karl-Heinrich Ulrichs (1825–1895), des ersten Vorkämpfers der Lesben- und Schwulenbewegung. |
|             | VI/6  | Klenzestraße / Ecke Baumstraße                                           | Die Weisen reiten ruhig, umschlingen der Echsen Nacken, brauchen keine Zügel. Gleiten auf der Zeit, kein Ereignisshorizont mehr von Sekunden. Abgeklärt lauschen Maschinen – erstaunt wie sie tönen. Sie können sich das leisten. | |
|             | VI/7  | Auenstraße 19 (ehemaliges Vereinsheim 1860 München)                      | Ehemaliges und dereinstiges Vereinshaus der Drachenzählerzunft. Beheizt mit ornamentalen Zufallsaggregaten, metamorphe Drachenmausoleen 24 h zugänglich. | |
|             | VI/8  | Wittelsbacherbrücke am Standbild                                         | Überspannen konnten Drachen diesen Strom noch nie. Flohen gemeinsam bei Feuersbrunst oder Brückenbruch mit panischen Bürgern zur sichersten Senke. Wärmten frierende Menschen durch behutsame Flammen, und linderten eigne Schmerzen in der Kälte des Flusses. Später wurde behauptet, sie hätten nachweisbar all die Katastrophen zu verantworten. Seither wurde keiner mehr gezählt. | Nach den Hochwassern von 1892 und 1899 wurden sechs neue Brücken errichtet. Finanziert durch Prinzregent Luitpold und den Magistrat München, geplant von den Architekten Friedrich v. Thiersch und Theodor Fischer, gebaut von der Baufirma Sager & Woerner. |